# Mes enfants ne sont pas comme les autres
Pour plus de détails, voir Fiche technique et Distribution.
Mes enfants ne sont pas comme les autres est un film dramatique français réalisé par Denis Dercourt, sorti en 2003.

## Synopsis
Jean Debart, violoncelliste d'orchestre veuf, a deux enfants : Alexandre, pianiste prodige et sa sœur aînée, Adèle. Celle-ci a hérité du tempérament de sa mère, violoncelliste soliste, et comme ses deux parents, joue du violoncelle. Élevée dans une famille de musiciens, son grand-père maternel est aussi chef d'orchestre et elle-même n'a pour seul professeur que son propre père. Quant à son oncle Gérald (frère de sa défunte mère), il est compositeur et son épouse chanteuse lyrique.
Mais voilà qu'Adèle doit se préparer aux concours internationaux, selon la volonté de son père : il engage pour cela un pianiste, Thomas, qui fera également travailler Alexandre. Thomas et Adèle tombent rapidement amoureux, et la jeune violoncelliste en oublie presque son travail et ses concours. Seulement voilà, son père ne tolère pas cette romance et Adèle se retrouve en pleine crise existentielle, contrainte de devoir obéir à son père qui décide à sa place...

## Fiche technique
- Titre français : Mes enfants ne sont pas comme les autres
- Réalisation : Denis Dercourt
- Scénario : Denis Dercourt
- Photographie : Jérôme Peyrebrune
- Montage : Marie-Josèphe Yoyotte
- Pays d'origine :  France
- Genre : drame
- Durée :
- Date de sortie : 
  -  France : 23 juillet 2003

## Distribution
- Richard Berry : Jean Debart, le père
- Mathieu Amalric : Gérald
- Maurice Garrel : Maître Erhardt
- Malik Zidi : Thomas
- Élodie Peudepièce : Adèle
- Aïssa Maïga : Myriam
- Jacqueline Jehanneuf : Marthe
- Françoise Lépine : la journaliste
- Serge Renko : le professeur de médecine
- Anne Le Ny : la femme bourgeoise
- Lucia Sanchez : l'ornithologue